# Крюково (Калязінський район)
Крюково (рос. Крюково) — присілок в Калязінському районі Тверської області Російської Федерації.
Населення становить 35 осіб. Входить до складу муніципального утворення Нерльське сільське поселення.

## Історія
Від 2005 року входило до складу муніципального утворення Нерльське сільське поселення.

## Населення
| 1859 | 1888 | 1997 | 2002 | 2008 | 2010 |
| ---- | ---- | ---- | ---- | ---- | ---- |
| 81   | ↗149 | ↘49  | ↘40  | ↘36  | ↘35  |